# Agència Estatal de Meteorologia
L'Agència Estatal de Meteorologia (AEMET) és una Agència Estatal d'Espanya, l'objectiu bàsic de la qual és la prestació de serveis meteorològics que siguin competència de l'Estat. Va ser creada pel Reial decret 186/2008 de 8 de febrer de 2008 (Butlletí Oficial de l'Estat núm. 39 amb data de 14 de febrer de 2008), substituint a l'antic Institut Nacional de Meteorologia (INM). Es troba adscrita al Ministeri d'Agricultura, Alimentació i Medi Ambient a través de la Secretaria d'Estat de Medi ambient.

## Objecte
Així mateix, «L'objecte de l'Agència Estatal de Meteorologia (AEMET) és el desenvolupament, implantació, i prestació dels serveis meteorològics de competència de l'Estat i el suport a l'exercici d'altres polítiques públiques i activitats privades, contribuint a la seguretat de persones i béns, i al benestar i desenvolupament sostenible de la societat espanyola».

## Història
L'Institut Central Meteorològic es va crear per Reial decret de 12 d'agost de 1887, publicat el 18 d'agost de 1887 en la Gaseta de Madrid, a proposta del Ministre de Foment, Carlos Navarro Rodrigo, pertanyent al Partit Liberal. Va ser la primera institució dedicada al servei meteorològic a Espanya. Segons s'enunciava en el Decret de fundació, l'Institut havia d'ocupar-se «especialment a calcular i anunciar el temps probable á els ports i capitals de província, sense perjudici dels altres treballs científics i pràctics que se li encomanin». La creació de l'Institut va ser promoguda i impulsada per Francisco Giner dels Rius, fundador de la Institució Lliure d'Ensenyament, a l'entorn del pensament regeneracionista, que tractava de recuperar el retard de la Ciència a Espanya. Es va nomenar director del mateix al científic Augusto Arcimís, que es va mantenir en el càrrec fins a la seva defunció en 1910. La seu triada per a l'Institut va ser l'edifici de «el Castell», en el parc del Retiro de Madrid. Sota diferents denominacions i adscripcions orgàniques, aquesta institució ha vingut exercint el paper de Servei Meteorològic Nacional. L'última modificació legal es va produir en 2008, quan l'Institut Nacional de Meteorologia es va transformar en Agència Estatal de Meteorologia.
Segons el decret de 2008, anteriorment esmentat, la Direcció general de l'Institut Nacional de Meteorologia va quedar suprimida, passant a denominar-se Agència Estatal de Meteorologia i tots els béns, drets i obligacions així com tot el personal de l'antic Institut van passar a ser competència de la nova agència, succeint-li en totes les seves funcions i competències, quedant suprimides, igualment, les següents sotsdireccions:
- Sotsdirecció General de Sistemes d'Observació.
- Sotsdirecció General de Predicció.
- Sotsdirecció General de Climatologia i Aplicacions.
- Sotsdirecció General d'Administració i Gestió.

## Seu, delegacions i observatoris
L'Agència Estatal de Meteorologia té la seu institucional en Madrid. Té diversos Centres Meteorològics distribuïts per les diferents Comunitats autònomes (Astúries i Cantàbria s'integren en un, Madrid i Castella-la Manxa també, Aragó, La Rioja i Navarra en un altre, El País Basc en un altre, Galícia en un altre, Extremadura en un altre, Balears en un altre, Castella i Lleó en un altre, Múrcia en un altre, el País Valencià en un altre, Catalunya en un altre, Andalusia Occidental i Ceuta, Andalusia Oriental i Melilla, Canàries Orientals (amb seu a Gran Canària) i Canàries Occidentals (amb seu a Tenerife). Existeixen Oficines Meteorològiques d'Aeroports en gairebé tots els aeroports comercials espanyols, i també a les Bases Aèries de l'Exèrcit de l'Aire. A més, existeixen observatoris sinòptics repartits per tota la geografia espanyola.
De conformitat amb el previst en l'article 34.1 de la Llei 6/1997, de 14 d'abril d'Organització i Funcionament de l'Administració General de l'Estat, existirà, amb la consideració de serveis no integrat, una Delegació de l'Agència Estatal de Meteorologia a cadascuna de les Comunitats Autònomes, a la qual s'adscriuen, a resguard de les excepcions que pugui establir el Consell Rector, les oficines, Observatoris i altres dependències de l'agència en el respectiu àmbit territorial. Les dependències de l'agència situades a les Ciutats Autònomes de Ceuta i Melilla s'adscriuran a la Delegació de l'Agència Estatal de Meteorologia en la Comunitat Autònoma d'Andalusia. L'Agència Estatal de Meteorologia compta amb un Centre de Recerca Atmosfèrica a Izaña (Tenerife).

## Competències i funcions
L'Agència Estatal de Meteorologia té encomanades les següents competències i funcions:
- L'elaboració, el subministrament i la difusió de les informacions meteorològiques i prediccions d'interès general per als ciutadans en tot l'àmbit nacional, tant terrestre, aèria com marítima, i l'emissió d'avisos i prediccions de fenòmens meteorològics que puguin afectar la seguretat de les persones i als béns materials.
- Informació meteorològica així com alertes als organismes de protecció civil que calgui. Així com informació a les Forces Armades i cossos i seguretat de l'estat.
- La provisió de serveis meteorològics de suport a la navegació aèria i marítima necessaris per contribuir a la seguretat, regularitat i eficiència del trànsit aeri i a la seguretat del tràfic marítim.
- El subministrament de la informació meteorològica necessària per les Forces Armades, la defensa nacional i per les Forces i Cossos de Seguretat de l'Estat, així com la prestació del suport meteorològic adequat per al compliment de les seves missions.
- La prestació a les Administracions Públiques, en suport a les polítiques mediambientals d'assessorament científic en assumptes relacionats amb la variabilitat i el canvi climàtic.
- La prestació a les Administracions Públiques, institucions, organismes i entitats públiques i privades, d'assessorament i serveis meteorològics i climatològics de valor afegit o susceptibles de tenir-ho, adaptats als requeriments específics derivats del seu sector d'activitat, mitjançant acords, llicències i contractes amb aquests.
- El manteniment d'una vigilància contínua, eficaç i sostenible de les condicions meteorològiques, climàtiques i de l'estructura i composició física i química de l'atmosfera sobre el territori nacional a través de la xarxa d'observatoris nacional i del centre de processament de dades meteorològics.
- El manteniment i permanent actualització del registre històric de dades meteorològiques i climatològics.
- L'establiment, desenvolupament, gestió i manteniment de les diferents xarxes d'observació, sistemes i infraestructures tècniques necessàries per al compliment de les funcions de l'agència.
- La realització d'estudis i recerques en els camps de les ciències atmosfèriques i el desenvolupament de tècniques i aplicacions que permetin a l'agència el progrés en el coneixement del temps i el clima i una adequada adaptació al progrés científic i tecnològic, necessari per a l'exercici de les seves funcions i per a la millora dels seus serveis, així com la col·laboració amb altres organismes nacionals i internacionals en el desenvolupament de projectes d'R+D.
- Sense perjudici de les competències del Ministeri d'Afers exteriors i Cooperació, la representació de l'Estat en els organismes internacionals, supranacionals i intergovernamentals relacionats amb l'observació, la predicció meteorològica i l'estudi i la modelització del clima i la seva evolució, especialment l'Organització Meteorològica Mundial (OMM), l'Organització Europea per a l'Explotació de Satèl·lits Meteorològics (EUMETSAT), el Centre Europeu de Prediccions Meteorològiques a Mitjà Termini (CEPMMT) i el Grup per a l'Observació de la Terra (GEO).
- Com a membre de Ecomet i Eumetnet, la participació en ambdues organitzacions, així com en aquelles altres organitzacions internacionals els membres de les quals siguin Serveis Meteorològics Nacionals i, amb caràcter general, en projectes internacionals de cooperació tècnica.
- El compliment dels compromisos d'Espanya que es derivin dels programes de la OMM o d'altres organismes internacionals, especialment referent a l'intercanvi internacional de dades i productes necessaris per als Serveis Meteorològics Nacionals d'altres països (Programa de la Vigilància Meteorològica Mundial) i els programes d'observació de Eumetnet.
- L'exercici d'activitats en matèria de formació, documentació i comunicació en matèria meteorològica i climatològica o altres pròpies de l'agència, per satisfer les necessitats i exigències nacionals i internacionals en aquestes matèries.
- La contribució a la planificació i execució de la política de l'Estat en matèria de cooperació internacional al desenvolupament en matèria de meteorologia i climatologia, en coordinació amb les organitzacions nacionals i internacionals que desenvolupen aquestes activitats.
- L'elaboració i actualització dels escenaris de canvi climàtic.
- La realització, en l'àmbit de les seves competències, de treballs de consultoria, i assistència tècnica.
- L'exercici de les competències en matèria de recursos humans i gestió econòmic financera i pressupostària pròpies de l'agència, d'acord amb la normativa vigent i el que es disposa en la Llei 28/2006, en el marc de l'establert en el contracte de gestió.
- Qualsevol altra competència que li anés atribuïda dins del seu objecte i àmbit d'actuació.
- Prestació de serveis meteorològics a la carta (serveis de pagament).

### Competències de l'antic INM
- Informació meteorològica tant terrestre, aèria com marítima, així com alertes als organismes de protecció civil que calgui. Així com informació a les forces armades i cossos de seguretat de l'estat.
- Manteniment de la xarxa d'observatoris nacional i del centre de processament de dades meteorològics.
- Desenvolupament de noves tecnologies en observació meteorològica.
- Prestació de serveis meteorològics a la carta (serveis de pagament).

## Serveis
A més dels serveis convencionals d'observació meteorològica i climatològica, a continuació es relacionen alguns dels serveis més interessants de la *AEMet.
- Imatges de satèl·lit i de radar.
- Prediccions.
- Mapa de raigs.
- Radiació ultraviolada.
- Meteorologia marítima.
- Informació aeronàutica.

## Òrgans de govern de la AEMET
Els òrgans de govern de AEMET són:
- President: Daniel Cano Villaverde. L'Agència Estatal de Meteorologia s'acull, quant al seu model organitzatiu a la previsió recollida en l'article 11.3 de la Llei 28/2006, que preveu la possibilitat que el President de l'agència estatal assumeixi el conjunt de funcions que la Llei atribueix al càrrec de Director.
- Consell Rector Format per, a més del seu President, per 15 consellers.
- Comissió científica.
- Comissió de Control.
- Adreça de Producció i Infraestructures.
- Adreça de Planificació, Estratègia i Desenvolupament Comercial.
- Adreça d'Administració.
- Delegacions Territorials en les Comunitats Autònomes.
- Centre de Recerca Atmosfèrica d'Izaña.

Aquests dos òrgans de Govern s'encarregaran de la creació dels Estatuts de l'agència.

### Òrgans de govern de l'antic INM
- La Sotsdirecció General de Sistemes d'Observació.
- La Sotsdirecció General de Predicció.
- La Sotsdirecció General de Climatologia i Aplicacions.
- La Sotsdirecció General d'Administració i Gestió.
- A més existeix una Unitat de Suport responsable de les relacions internacionals, la comunicació i imatge corporativa, així com dels centres territorials i l'observatori atmosfèric d'Izaña (Tenerife) Illes Canàries.